# 智利腔吻鱈
智利腔吻鱈，為輻鰭魚綱鱈形目鼠尾鱈科的其中一種，分布於東南太平洋秘魯至智利海域，屬深海底棲性魚類，深度260-1480公尺，本魚頭大、眼大且吻尖，發光器官位於肛門附近，相當小，體淺灰色，體長可達48公分，生活習性不明。